# Memecylon scutellatum
Memecylon scutellatum là một loài thực vật có hoa trong họ Mua. Loài này được (Lour.) Hook. & Arn. mô tả khoa học đầu tiên năm 1833.